# Biais de vérification
Le biais de vérification est un biais statistique, rencontré lors d'étude de confirmation, dans lequel les résultats d'un test de diagnostic influent sur l'utilisation ou non de la procédure de vérification du résultat,,.